# Cantó de Wissembourg
El cantó de Wissembourg (alsacià Kanton Waisseburch) és una divisió administrativa francesa situat al departament del Baix Rin i a la regió del Gran Est. Des del 2015 té 44 municipis.

## Municipis
- Aschbach
- Beinheim
- Betschdorf
- Buhl
- Cleebourg
- Climbach
- Crœttwiller
- Drachenbronn-Birlenbach
- Eberbach-Seltz
- Hatten
- Hoffen
- Hunspach
- Ingolsheim
- Keffenach
- Kesseldorf
- Lauterbourg
- Memmelshoffen
- Mothern
- Munchhausen
- Neewiller-près-Lauterbourg
- Niederlauterbach
- Niederrœdern
- Oberhoffen-lès-Wissembourg
- Oberlauterbach
- Oberrœdern
- Retschwiller
- Riedseltz
- Rittershoffen
- Rott
- Salmbach
- Schaffhouse-près-Seltz
- Scheibenhard
- Schleithal
- Schœnenbourg
- Seebach
- Seltz
- Siegen
- Soultz-sous-Forêts
- Steinseltz
- Stundwiller
- Surbourg
- Trimbach
- Wintzenbach
- Wissembourg

## Història
| Data d'elecció  | Identitat       | Partit       | Qualitat               |
| --------------- | --------------- | ------------ | ---------------------- |
| 28 de març 2004 | Pierre Bertrand | UMP i aliats | alcalde de Wissembourg |